# Papilio euphranor
Papilio euphranor là một loài bướm thuộc họ Papilionidae. Nó được tìm thấy ở Nam Phi.
Sải cánh con đực dài 80–100 mm, con cái dài 90–110 mm. Chúng bay từ tháng 1 đến tháng 4 và tháng 9 đến tháng 12.
Ấu trùng ăn Cryptocarya woodii.

## Hình ảnh

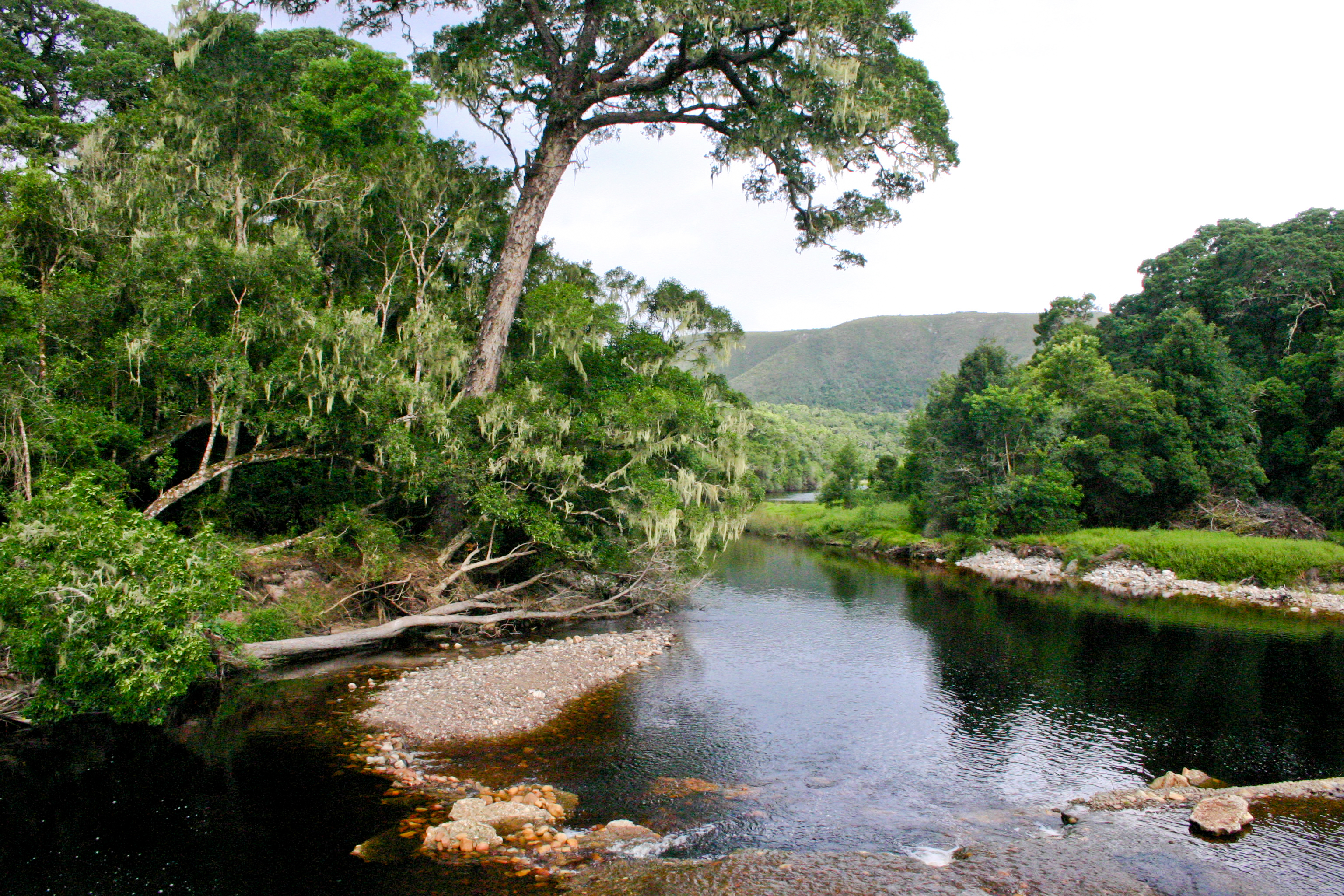
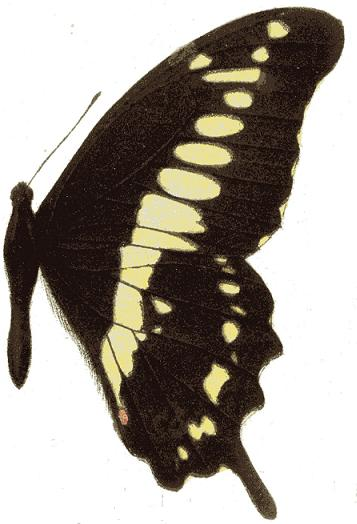